# Euphyllidae
Euphyllidae là một họ san hô trong bộ Scleractinia.

## Phân loại
Họ này gồm các chi:
- Catalaphyllia.Wells, 1971
- Ctenella.Matthai, 1928
- Euphyllia.Dana, 1846
- Galaxea.Milne Edwards, 1857
- Gyrosmilia.Milne Edwards & Haime, 1851
- Montigyra.Matthai, 1928
- Nemenzophyllia.Hodgson & Ross, 1982
- Physogyra.Quelch, 1884
- Plerogyra.Milne Edwards & Haime, 1848
- Simplastrea.Umbgrove, 1939